# Fouad Twal

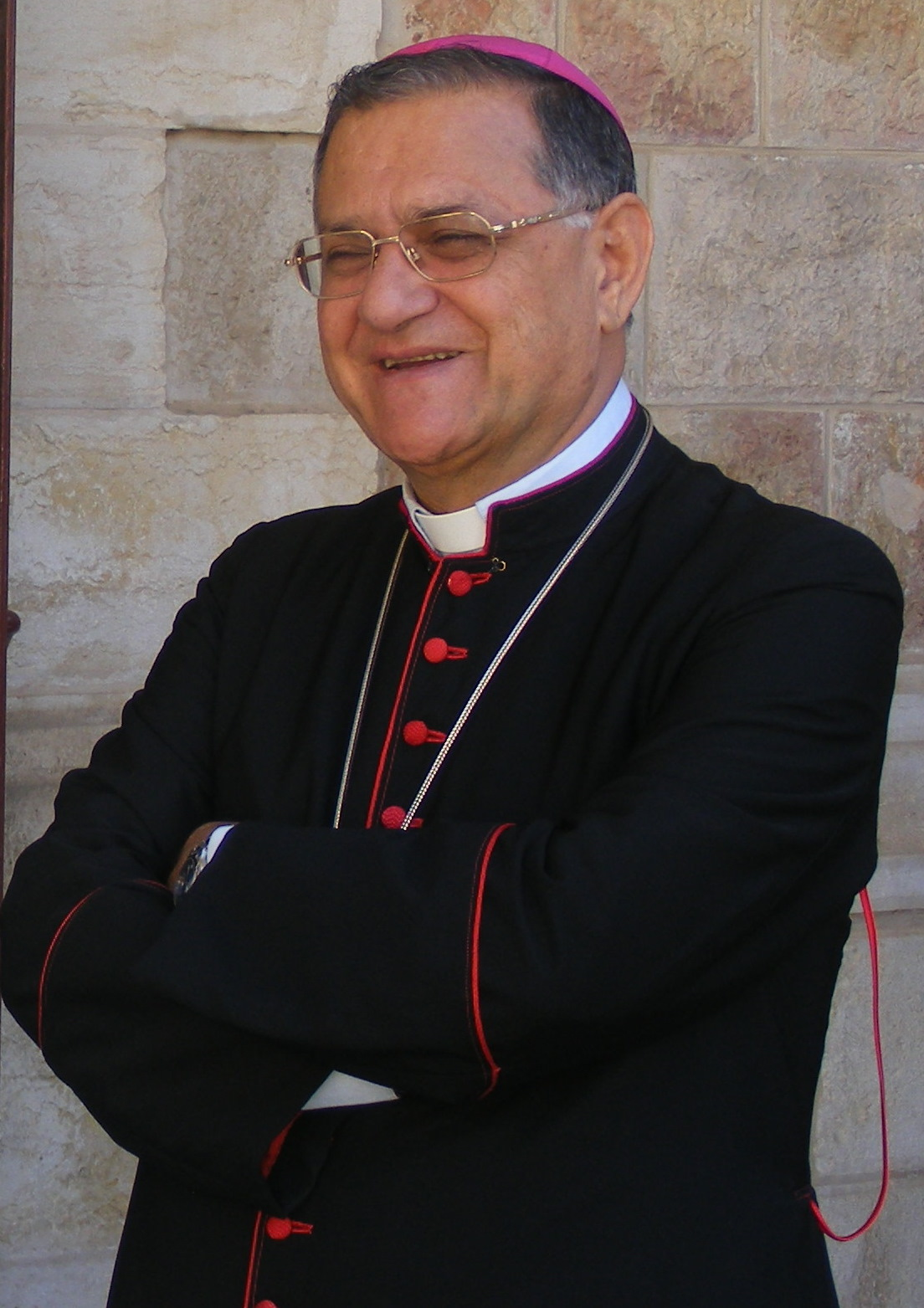
Patriarch Fouad Twal (2008)

Patriarchenwappen

Fouad Boutros Ibrahim Twal (arabisch فؤاد طوال Fu'ād Tuwāl, DMG Fuʾād Ṭuwāl; * 23. Oktober 1940 in Madaba, Jordanien) ist emeritierter Lateinischer Patriarch von Jerusalem. Er war von 2008 bis 2016 Großprior des Ritterordens vom Heiligen Grab zu Jerusalem.

## Leben
Fouad Twal wurde als das fünfte von neun Kindern geboren und trat 1959 in das Seminar in Beit Jala ein. Er empfing am 29. Juni 1966 die Priesterweihe. Nach fünfjähriger seelsorgerischer Tätigkeit in Palästina und Jordanien studierte er ab 1972 an der Päpstlichen Lateranuniversität in Rom Kirchenrecht und internationales Recht und anschließend zwei Jahre an der Päpstlichen Diplomatenakademie. 1976 wurde er mit einer kirchenrechtlichen Dissertation über das traditionelle Beduinenrecht promoviert.
Twal trat 1977 in den diplomatischen Dienst des Heiligen Stuhls ein und wurde 1978 Chargé d’affaires und Leiter der Apostolischen Nuntiatur in Honduras. Von 1982 bis 1985 war er im Rat für politische Angelegenheiten des Staatssekretariates für 19 französisch-sprechende afrikanische Länder verantwortlich. 1985 übernahm er die Leitung der Nuntiatur in Kairo in Ägypten; 1988 wechselte er nach Bonn in Deutschland, 1990 nach Lima in Peru.
1992 wurde er von Papst Johannes Paul II. zum Prälaten von Tunis ernannt. Die Bischofsweihe spendete ihm Patriarch Michel Sabbah am 22. Juli 1992; Mitkonsekratoren waren Erzbischof Edmond Y. Farhat und Kurienerzbischof Francesco Monterisi. Am 31. Mai 1995 wurde Twal mit der Erhebung der Territorialprälatur Tunis zum Bistum dessen erster Diözesanbischof und erhielt als solcher den Titel eines Erzbischofs ad personam. 2003 bis 2004 war er Präsident der Regionalen Bischofskonferenz von Nordafrika (CERNA).
Am 8. September 2005 ernannte ihn Papst Benedikt XVI. zum Koadjutor des Lateinischen Patriarchen von Jerusalem, Michel Sabbah, mit dem Recht der Nachfolge. Nachfolger Twals in Tunis wurde Bischof Maroun Lahham. Am 21. Juni 2008 wurde er durch die Annahme des Rücktritts seines Vorgängers durch den Papst zum Lateinischen Patriarchen von Jerusalem. Er erhielt am 29. Juni 2008 das Pallium; offizielle Anrede ist „Seine Seligkeit“.
Fouad Twal ist seit 2007 Mitglied des Päpstlichen Rats für den Interreligiösen Dialog, seit 2009 ist er Mitglied der Kongregation für die orientalischen Kirchen. Er hatte sowohl den Vorsitz der Versammlung der katholischen Ordinarien des Heiligen Landes wie auch der Konferenz der Lateinischen Bischöfe in den arabischen Regionen (CELRA) inne.
Er war von 2006 bis 2009 Präsident der Katholischen Universität von Bethlehem.
Papst Franziskus nahm am 24. Juni 2016 seinen altersbedingten Rücktritt an.

## Mitgliedschaften
- Kongregation für die orientalischen Kirchen (seit 2009; bestätigt 2014[7])
- Päpstlicher Rat für die Familie (seit 2009)[8]

## Ehrungen und Auszeichnungen
- Mediterranean Award for Interreligious Dialogue (2010)[9]
- Ehrendoktorwürde der Theologischen Fakultät Paderborn (2011)[10][11]
- Großkreuz des Sterns von Italien durch Giorgio Napolitano, Präsident der Republik Italien (2012)[12]